# غريغوري أور
غريغوري أور (بالإنجليزية: Gregory Orr)‏ هو مخرج أمريكي، ولد في 1954.

## وصلات خارجية
- غريغوري أور على موقع IMDb (الإنجليزية)
- غريغوري أور على موقع ألو سيني (الفرنسية)
- غريغوري أور على موقع أول موفي (الإنجليزية)
- غريغوري أور على موقع قاعدة بيانات الفيلم (الإنجليزية)
- غريغوري أور على موقع كينوبويسك (الروسية)